# 山村路直
山村 路直（やまむら みちなお、1978年12月5日 - ）は、愛媛県伊予郡松前町出身の元プロ野球選手（投手）。

## 来歴・人物
愛媛県立松山中央高等学校、九州共立大学卒業。

### プロ入り前
高校3年の夏、愛媛県大会で全国制覇することになる松山商に敗れてベスト8。
九州共立大学1年時の1997年秋、明治神宮大会で当時アマチュア球界最強を誇った3年二岡智宏擁する近畿大（この大会で優勝）を相手に好投し注目を集めた。2年時の1998年、大学選手権では延長10回0-1で敗れたものの、4年上原浩治（当時大体大）と投手戦を繰り広げて評価を高めた。3年時の1999年秋の明治神宮大会では全試合救援登板をし決勝の東海大戦で1年新垣渚の後を受け5回無失点に抑えて大学日本一となった。4年時の2000年、大学選手権も新垣との先発2本柱で臨み、初戦完封すると準決勝で木佐貫洋（亜大）と投げ合って9回1死までノーヒットノーランも延長10回で惜敗。福岡六大学リーグ通算39試合登板し23勝6敗。最優秀選手4回、ベストナイン3回を受賞した。
2000年のドラフト会議で福岡ダイエーホークスを逆指名し1位で入団。

### プロ入り後
同期の山田秋親と共に鳴り物入りで入団したものの1年目のキャンプで故障、その後も原因不明の腕痛、右肘骨折など度重なる故障に悩まされ、2軍戦にも満足に登板できない日々が4年間続いた。ある年の契約更改時には自ら退団を申し出たこともあったという（球団に説得され契約した）。
2005年8月7日、楽天戦（フルスタ宮城）にて5年目にして1軍初登板。
2007年3月29日、楽天戦（ヤフーD）で同点の9回2死から5番手として登板。中前打を浴びたものの盗塁死でピンチを凌ぐと、その裏に柴原洋のサヨナラ本塁打が飛び出し、プロ入り7年目にして初勝利。
2008年は1軍登板なしに終わり、11月に戦力外通告を受ける。同時に山田も戦力外となっており、鳴り物入りで入団した二人合わせてわずか17勝という結果に終わった。その後12球団合同トライアウトに参加したものの、獲得する球団は現れなかった。（この時の模様はTBSの番組『バース・デイ』で紹介された）
2009年1月、アメリカ球界への挑戦を表明。独立リーグやメジャーリーグ組織との契約を目指して、アリゾナウインターリーグに参加。同年4月、リーガ・メヒカーナ・デ・ベイスボルのモンテレイ・サルタンズにテスト入団。しかし、9試合で0勝3敗、防御率8.22と結果を残せず、5月26日に戦力外通告を受け退団。帰国して秋のトライアウト受験に向けてトレーニングを行っていたが、右肩に故障が見つかり引退を決意。その後は自身が故障に苦しんだ経験から理学療法士を目指し、専門学校に進学した。

## 詳細情報

### 年度別投手成績
| 年 度     | 球 団        | 登 板 | 先 発 | 完 投 | 完 封 | 無 四 球 | 勝 利 | 敗 戦 | セ 丨 ブ | ホ 丨 ル ド | 勝 率 | 打 者 | 投 球 回 | 被 安 打 | 被 本 塁 打 | 与 四 球 | 敬 遠 | 与 死 球 | 奪 三 振 | 暴 投 | ボ 丨 ク | 失 点 | 自 責 点 | 防 御 率 | W H I P |
| --------- | ------------ | ----- | ----- | ----- | ----- | -------- | ----- | ----- | -------- | ----------- | ----- | ----- | -------- | -------- | ----------- | -------- | ----- | -------- | -------- | ----- | -------- | ----- | -------- | -------- | ------- |
| 2005      | ソフトバンク | 1     | 0     | 0     | 0     | 0        | 0     | 0     | 0        | 0           | ----  | 4     | 1.0      | 1        | 0           | 0        | 0     | 0        | 0        | 0     | 0        | 0     | 0        | 0.00     | 1.00    |
| 2006      | ソフトバンク | 1     | 0     | 0     | 0     | 0        | 0     | 0     | 0        | 0           | ----  | 2     | 0.2      | 0        | 0           | 0        | 0     | 0        | 0        | 0     | 0        | 0     | 0        | 0.00     | 0.00    |
| 2007      | ソフトバンク | 23    | 0     | 0     | 0     | 0        | 2     | 2     | 0        | 1           | .500  | 116   | 26.0     | 29       | 3           | 12       | 0     | 1        | 12       | 1     | 0        | 13    | 11       | 3.81     | 1.58    |
| 通算：3年 | 通算：3年    | 25    | 0     | 0     | 0     | 0        | 2     | 2     | 0        | 1           | .500  | 122   | 27.2     | 30       | 3           | 12       | 0     | 1        | 12       | 1     | 0        | 13    | 11       | 3.58     | 1.52    |

### 記録
- 初登板：2005年8月7日、対東北楽天ゴールデンイーグルス16回戦（フルキャストスタジアム宮城）、8回裏に4番手で救援登板・完了、1回無失点
- 初奪三振：2007年3月24日、対オリックス・バファローズ1回戦（福岡Yahoo! JAPANドーム）、9回表に大引啓次から
- 初勝利：2007年3月29日、対東北楽天ゴールデンイーグルス3回戦（福岡Yahoo! JAPANドーム）、9回表2死に6番手で救援登板・完了、1/3回無失点
- 初ホールド：2007年5月13日、対千葉ロッテマリーンズ9回戦（千葉マリンスタジアム）、11回裏に5番手で救援登板、2/3回無失点

### 背番号
- 61 （2001年 - 2008年）
- 4 （2009年）